# 1960 في العراق
فيما يلي قوائم الأحداث التي وقعت خلال عام 1960 في العراق.

منظمة أوبك. أُسست ببغداد في سبتمبر 1960.

## كتب
من الكتب التي صدرت هذه السنة في العراق:
- 1 يناير – أنشودة المطر من تأليف بدر شاكر السياب.

## مواليد
- عادل محسن شاعر شعبي عراقي.

### يناير
- 1 يناير – أيوب أوديشو لاعب كرة قدم عراقي.
- 1 يناير – بختيار علي
- 1 يناير – برزان عبد الغفور التكريتي سياسي عراقي.
- 1 يناير – جواد البولاني سياسي عراقي.
- 1 يناير – ليندا جورج موسيقية أمريكية.
- 1 يناير – محمد باقري
- 1 يناير – ينار محمد صحفية عراقية.
- 15 يناير – ناطق هاشم لاعب كرة قدم عراقي.
- 26 يناير – عدنان درجال لاعب كرة قدم عراقي.

### مارس
- 12 مارس – صادق لاريجاني

### أبريل
- 1 أبريل – كريم محمد علاوي لاعب كرة قدم عراقي.

### مايو
- 4 مايو – أحمد جاسم لاعب كرة قدم عراقي.
- 5 مايو – شاكر محمود لاعب كرة قدم عراقي.
- 7 مايو – آرا درزي
- 26 مايو – كريم صدام لاعب كرة قدم عراقي.

### يونيو
- 30 يونيو – معاذ إبراهيم لاعب كرة قدم عراقي.

### سبتمبر
- 9 سبتمبر – محمد موسى اليعقوبي رجل دين عراقي.
- 12 سبتمبر – برهم صالح سياسي عراقي.

## وفيات

### يناير
- 1 يناير – داود سمرة (مواليد 1878) قاضي عراقي.